# Helcogramma serendip
Helcogramma serendip és una espècie de peix de la família dels tripterígids i de l'ordre dels perciformes.

## Morfologia
- Els mascles poden assolir 2,5 cm de longitud total.
- Nombre de vèrtebres: 35.[3]

## Hàbitat
És un peix marí de clima tropical.

## Distribució geogràfica
Es troba a Sri Lanka.